# Carlo Manzoni

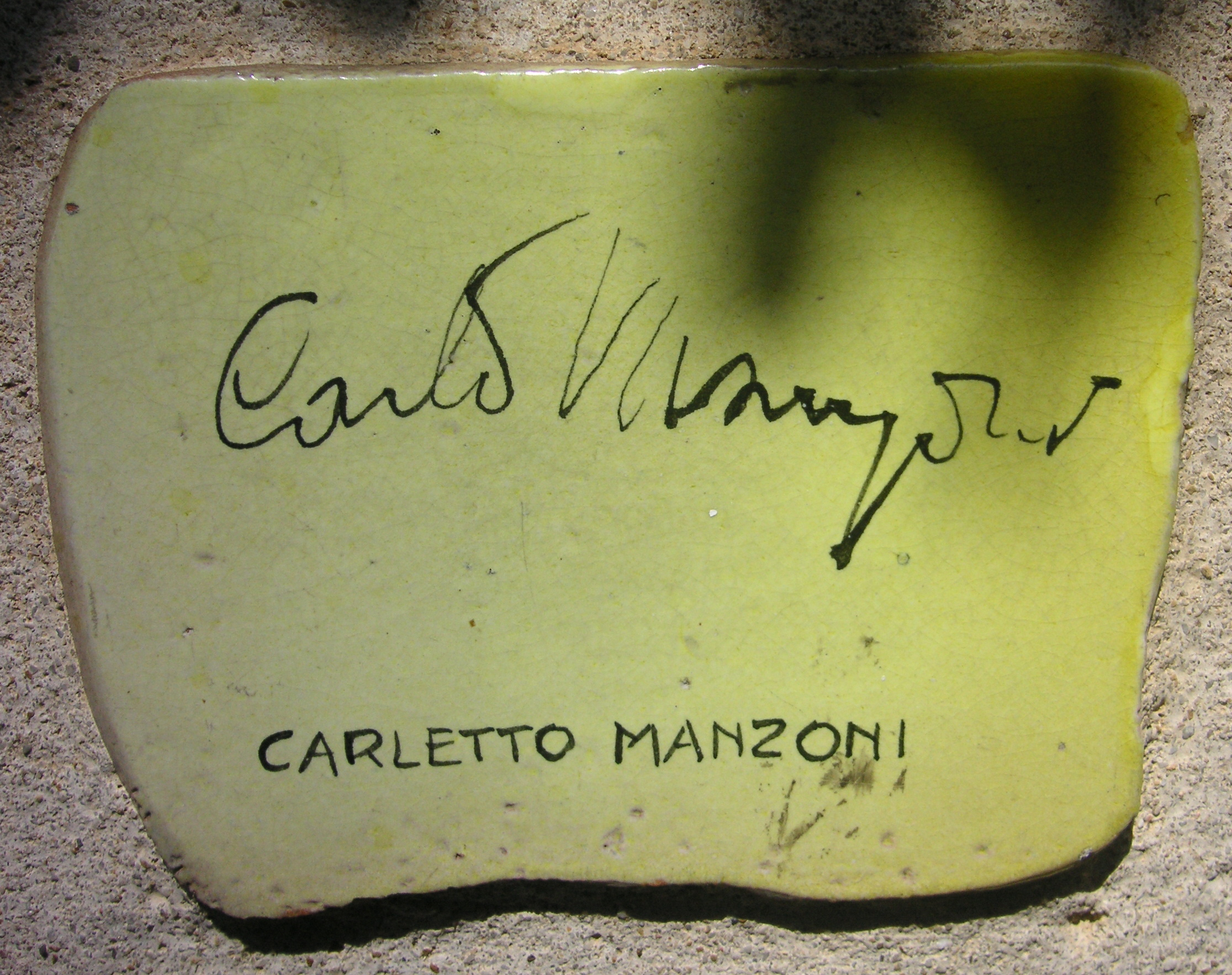
Azulejo firmado por Carlo Manzoni en la pared de Alassio

Carlo Manzoni (Milán, 1909 - 16 de mayo de 1975 ) fue un escritor, periodista y humorista italiano.

## Biografía
Manzoni primero estudió medicina, a continuación, arquitectura y  pintura en los cursos nocturnos en varias universidades y participó activamente en el movimiento futurista.
Comenzó a escribir en 1936, primero ensayos satíricos y humorísticos para periódicos y revistas, y más tarde piezas para teatro y televisión.
Es cofundador de la revista satírica Bertoldo, su editor desde 1936 hasta 1943 fue Giovanni Guareschi.
Manzoni, que había trabajado durante muchos años como Gagman para las películas de 1951, escribió y dirigió la comedia Ha fatto 13!.
Manzoni fue la década de 1960, fuera de su país natal con sus super thrillers anunció una serie de novelas de detectives humorística en la que parodiaba este género literario al exagerar los estereotipos habituales de novelas policiales entremezclados con elementos humorísticos.
Algunos personajes de Manzoni son los investigadores privados Chico Pipa y Gregorio Scarta, su compañero de cuatro patas.
Otro de sus personajes es el Señor Veneranda,un Sócrates moderno, que toma todo literalmente, evocando así a veces situaciones extrañas.
Manzoni fue uno de los traductores al italiano de la serie de historietas Astérix el Galo.

## Obras
Super Thriller
```
    *La sangre no es el esmalte de uñas ("Io quella la Faccio una grasa ', 1960)
    *El dedo en el cañón de la pistola ('Ti spacco il muso, Bimba', 1960)
    *Un golpe en el cráneo y se le de una belleza ("colpo Un en testa, e più bella, Ángel, 1961)
    *Vive Les pido que me diga hau ('Ti Faccio occhio nero sin e blu occhio un', 1962)
    *El perro no llevaba calcetines ('Ti svito le amígdalas, Piccola!', 1962)
    *Ahora está lloviendo bofetadas ('Che pioggia mar sberle, Bambola ", 1962)
    *El delantero centro congelados ('Un calcio sul tuo bel muso rigor mar', 1963)
    *No hay whisky en el agua
    *El MG en la escisión ('Con bacio sin ti brucio')
```

```
Otras obras
```

```
    *El héroe de la llave - Familia Super Thriller
    *Alegre historias alrededor del coche ('Frena, Cretino! Racconti Con disegni e l'automobile', 1970)
    *El invitado decimocuarto. Cuentos curiosos y otros ('l quattordicesimo invitato')
    *Los cuentos chinos de Carlo Manzoni ('I Racconti del Martello')
    *Todos los días de sol
    *Amado moto
    *Señor Veneranda ve rojo
    *Vacaciones - oje (alegre 38x)
    *La jirafa en el tranvía
    *Esto es un error
    *Señor Veneranda y otras historias extrañas ("Il signor Veneranda»)
    *Veneranda 100x señor
```